# Précilhon
Précilhon ist eine französische Gemeinde mit 405 Einwohnern (Stand 1. Januar 2022) im Département Pyrénées-Atlantiques in der Region Nouvelle-Aquitaine (vor 2016: Aquitanien). Sie gehört zum Arrondissement Oloron-Sainte-Marie und zum Kanton Oloron-Sainte-Marie-2 (bis 2015: Kanton Oloron-Sainte-Marie-Est).
Der Name stammt aus dem Lateinischen und bedeutet „Landgut des Priscillius“. Die Bewohner werden Précilhonais und Précilhonaises genannt.

## Geographie
Précilhon liegt ca. 2 km östlich und damit im urbanen Einzugsbereich von Oloron-Sainte-Marie in der historischen Provinz Béarn.
Umgeben wird der Ort von den Nachbargemeinden:
| Goès                |                                             | Estialescq |
|                     | Kompassrose, die auf Nachbargemeinden zeigt | Escout     |
| Oloron-Sainte-Marie |                                             |            |

Précilhon liegt im Einzugsgebiet des Flusses Adour. Das Flüsschen Escou und der Laberou, Nebenflüsse des Gave d’Oloron, durchqueren das Gebiet der Gemeinde ebenso wie der Gabarn, die Grabette, der Ruisseau l’Arrigastou und der Ruisseau des Bers.

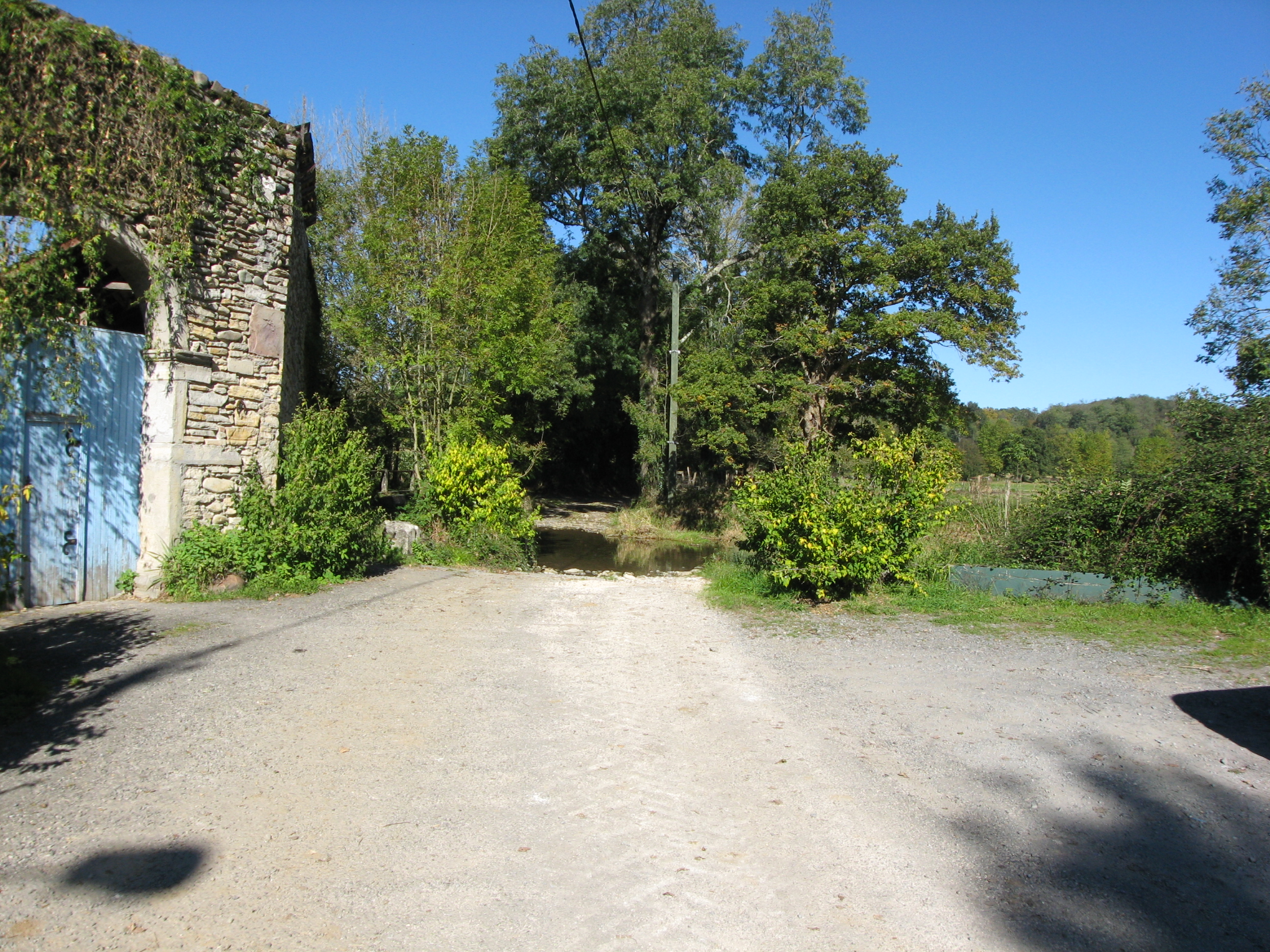
Furt über den Ruisseau l’Escou unweit der Schlossruine Bazerques

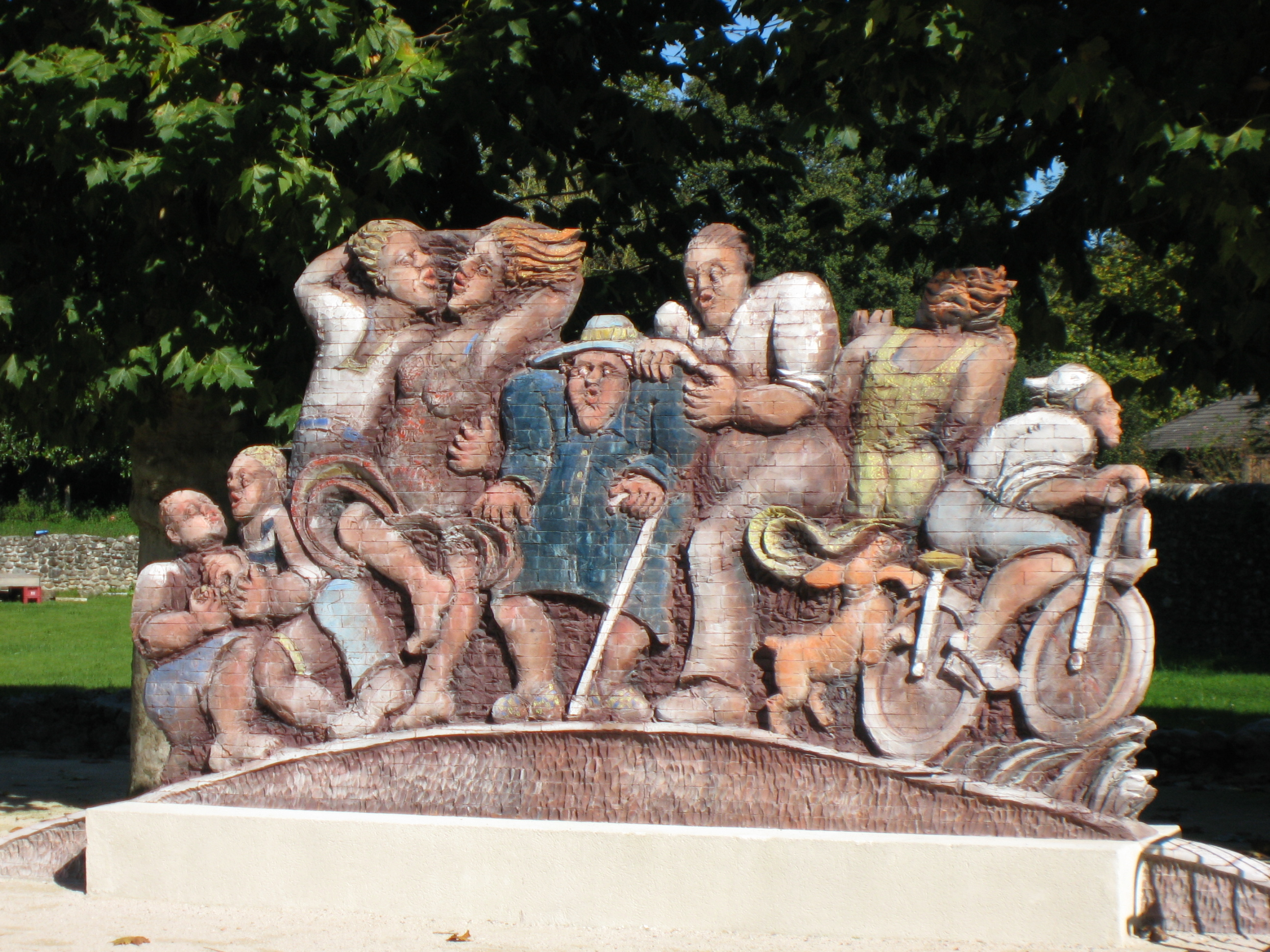
Skulptur neben der Pfarrkirche von Précilhon

## Geschichte
Ein Dolmen aus dem Endneolithikum, der bis ins 5. Jahrhundert n. Chr. als Ort der Grablegung genutzt wurde, zeigt eine frühe und kontinuierliche Existenz von Menschen in diesem Landstrich an.
Die Gemeinde hat ihren Ursprung in der gallorömischen Zeit, ihre erste Erwähnung in einem Dokument, das das Recht der Bewohner von Sainte-Marie regelte, ihre Tiere im Wald von Barbeille weiden zu lassen. Es sind die Abgrenzungen der Bewirtschaftung des Waldes, die das Fundament des Dorfes bilden. Bei der Volkszählung im Béarn im Jahre 1385 wurden in Précilhon 30 Haushalte gezählt. Das Dorf unterstand der Bailliage von Oloron. Weitere Volkszählungen zwischen 1549 und 1777 ergaben eine stabile Größe und geringe Mobilität. Die Gemeinde unterstand für einen längeren Zeitraum dem gleichen Grundherrn, dem Baron von Gayrosse, später der Familie de Luger, anschließend der Familie de Courrèges.
Toponyme und Erwähnungen von Précilhon waren:
- Precilhon (1267, Urkunden aus Monein),
- Plessilhoo (1368, Notare aus Lucq),
- Pressilhon (1375, Verträge des Notars Luntz, Blatt 110),
- Precilhoo (1385, Volkszählung im Béarn),
- Pressilho (1405, Notare aus Navarrenx, Blatt 17),
- Sent-Martii de Pressilhoo (1421, Notare aus Lucq),
- Presilhon und Presylho (1547 bzw. 1548, réformation de Béarn, Manuskriptsammlung des 16. bis 18. Jahrhunderts),
- Precilhon (1750, Karte von Cassini),
- Persillon (1776, Vorschriften der Ständeversammlung des Béarn),
- Precilhon (1793, Notice Communale),
- Pressillon (1801, Bulletin des Lois) und
- Précillon (1863, Dictionnaire topographique du département des Basses-Pyrénées).[5][6][7]

### Einwohnerentwicklung
Nach einem Höchststand der Einwohnerzahl von rund 500 in der Mitte des 19. Jahrhunderts reduzierte sich die Zahl in der Folgezeit auf ein Niveau zwischen rund 250 und 340 Einwohner. Seit der Jahrtausendwende ist ein Wachstumstrend zu verzeichnen.
| Jahr      | 1962 | 1968 | 1975 | 1982 | 1990 | 1999 | 2006 | 2009 | 2022 |
| --------- | ---- | ---- | ---- | ---- | ---- | ---- | ---- | ---- | ---- |
| Einwohner | 290  | 254  | 299  | 295  | 320  | 355  | 361  | 354  | 405  |

## Sehenswürdigkeiten

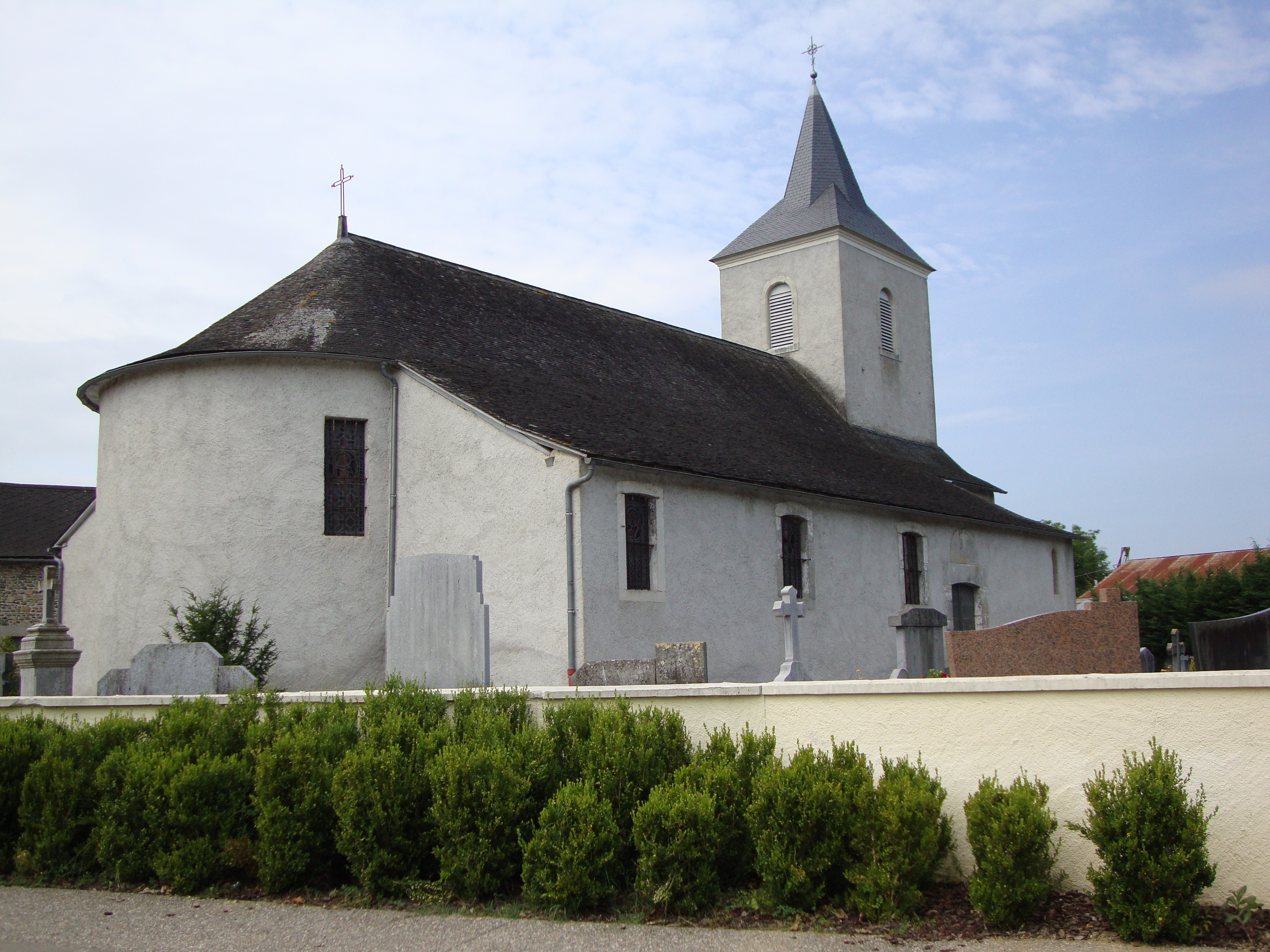
Pfarrkirche Saint-Martin

- Pfarrkirche, geweiht Martin von Tours. Es gab bereits im Mittelalter eine Vorgängerkirche, in einer Zeit, als der Pfarrer auch die Pfarrkirche in der Nachbargemeinde Estialescq betreute. Das heutige Gebäude datiert allerdings aus dem 17. Jahrhundert. Im Jahre 1865 wurde der Glockenturm über dem Eingangsvorbau und die Sakristei errichtet, gegen 1876 wurde das Gewölbe mit Wandmalereien verschönert. Im 19. Jahrhundert diente der Eingangsvorbau zeitweise als Schulraum. Das Langhaus bietet Platz für ein Haupt- und ein Seitenschiff. Die halbrunde Apsis besitzt eine romanische Fensteröffnung, die heute aber mit Putz überdeckt ist.[9][10] Das Altarretabel im Chor der Kirche datiert aus dem 17. oder 18. Jahrhundert und ist wie auch ein Vortragekreuz aus dem 17. Jahrhundert als Monument historique eingestuft. Es ist in drei Teile strukturiert, die mit Schlangensäulen getrennt werden, die mit Weinranken und Olivenbaumzweigen verziert sind. Das zentrale Gemälde zeigt den gekreuzigten Christus und ist vermutlich ein Werk aus dem 19. Jahrhundert. Auf dem linken und rechten Teil des Retabels sind Statuen vom heiligen Martin und einem Papst eingearbeitet. Der davor befindliche Tabernakel besitzt in der Mitte einen Baldachin. Auf dessen Kuppel thront der auferstandene Christus. Die Tür des Tabernakels illustriert Jesus Christus im Moment der Verspottung, flankiert von Darstellungen der Heiligen Petrus und Paulus. Die Flügel des Tabernakels sind dekoriert mit der Szene der Verkündigung des Herrn mit dem Erzengel Gabriel links und Maria und dem Heiligen Geist auf der rechten Seite. Die Predella, der untere, horizontale Teil des Retabels, wurde 2004 restauriert.[11][12][13]

- Schloss Courrèges d’Agnos. Jean de Luger erbte die Grundherrschaft im Jahre 1602 und ließ das Schloss neben einer Wassermühle errichten, das als Wohnsitz der Grundherren dienen sollte. 1764 erstand Jean-Raymond de Courrèges die Grundherrschaft. Im gleichen Jahr zerstörte ein Brand die ursprünglichen Gebäude.[14]

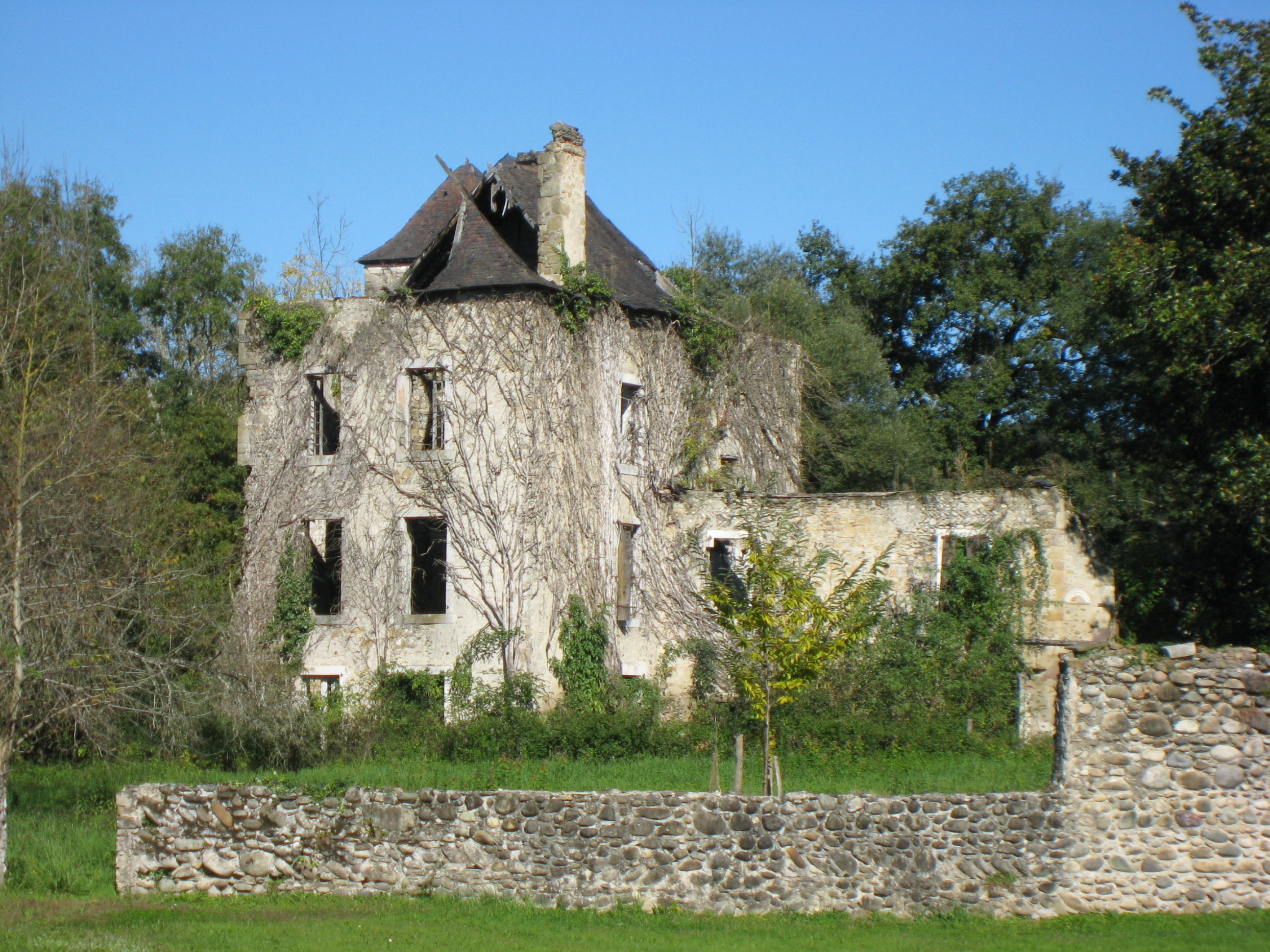
Schlossruine Bazerques

- Schlossruine Bazerques. Das Schloss wurde im 16. Jahrhundert unweit der Pfarrkirche im Stil der Renaissance erbaut, vor allem durch Bernard de Casaucau, Kanoniker in Lescar. Die Familie de Luger erlangte den Besitz in der Mitte des 16. Jahrhunderts und Charles-Antoine de Luger verkaufte es am 9. August 1753 an die Gemeinde für 1.950 Francs, zwölf Zuckerhüte und zwölf Paare Kapaune. Nach Reparationen nutzte es der Gemeindepfarrer bis zur Französischen Revolution als Pfarrhaus. Der letzte Schlossherr war Charles François Auguste Bazerques, geboren am 18. März 1857, der es von seinem Vater erbte. Er blieb ehelos, widmete sich ganz der Jagd und vernachlässigte das Schloss bis zu seinem Tod am 24. August 1918. Das Schloss umfasste ein dreistöckiges, mit Schiefer gedecktes Wohngebäude mit einem viereckigen, vier Stockwerke hohen Turm. Der Haupteingang in Spitzbogenform befand sich auf der Nordseite. Die Wände sind aus Kieselsteinen verschiedener Herkunft, Bruchsteinen aus Kalkstein und Sandstein gemauert. Im Inneren der Ruine sind heute noch ein gesickter Renaissancekamin und ein Kamin mit Stuck zu sehen.[15][16]

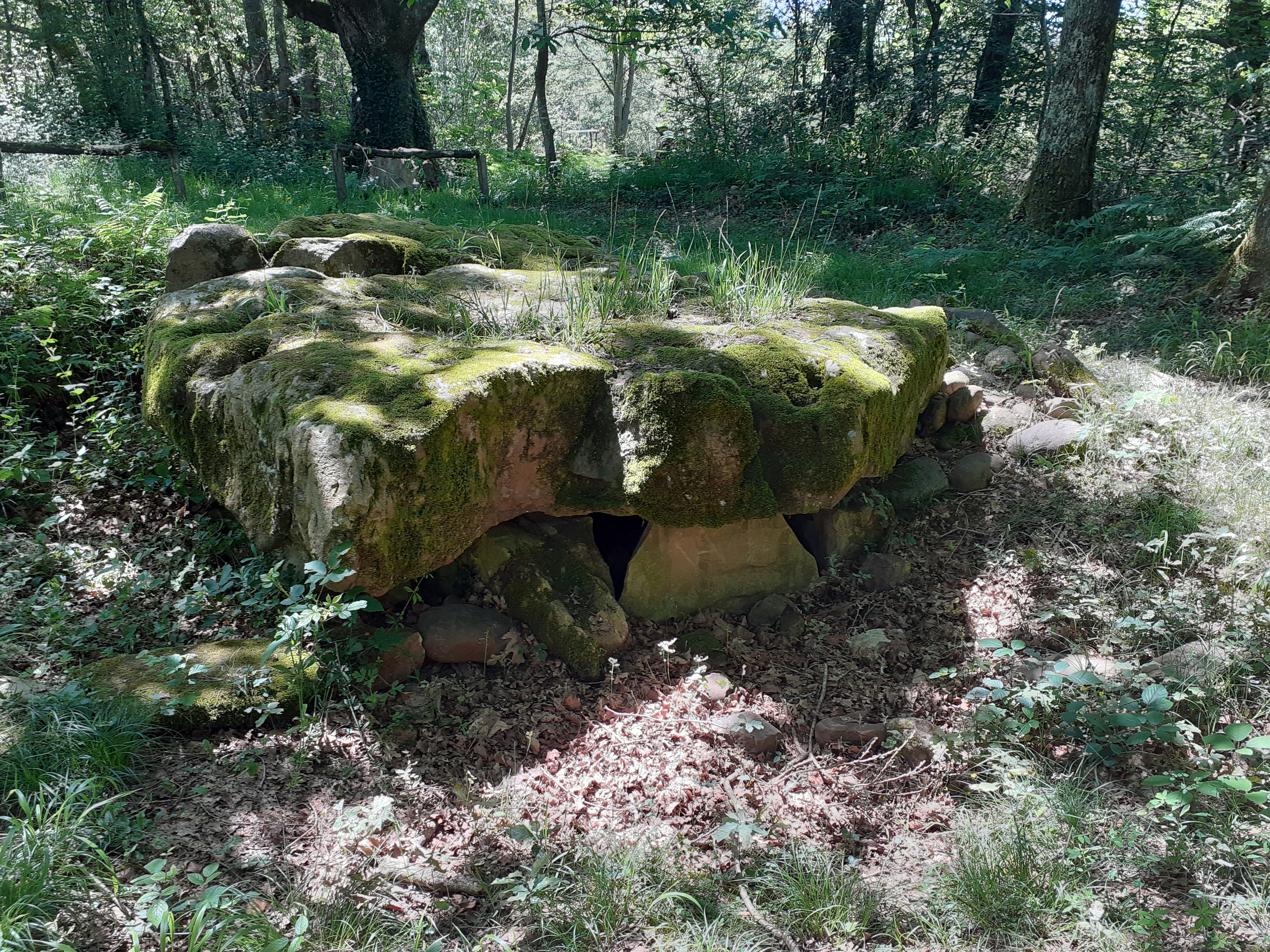
Dolmen von Darre la Peyre

- Der Dolmen Darre la Peyre im Wald von Précilhon, wurde bereits 1807 im Napoleonischen Kataster aufgeführt. Zwischen 1997 und 2000 wurde der Dolmen analysiert und ausgegraben. Sein Durchmesser beträgt 10 m und seine Höhe 25 bis 30 cm. Er wurde wie der in der Nähe gelegene Tumulus von Escout, vermutlich während des Endneolithikums im 3. Jahrtausend vor Chr. errichtet. Er wurde nachgenutzt, wie eine in der Kammer gefundene Keramik aus der Bronzezeit belegt. Auf dem Grund eines anderen Grabes sind Tonscherben und zwei blaue Glasperlen gefunden worden, die charakteristisch für die gallorömische Zeit zwischen 30 v. Chr. und 70 n. Chr. sind. Zwischen dem 3. und 5. Jahrhundert wurde auf der Westseite ein Aufbau aus aneinander gereihten Steinen errichtet, wahrscheinlich der Rand einer Grabstätte. Besuche in der Neuzeit belegen eine Musketenkugel von 16 mm Durchmesser, zwei Steine für Gewehre und sechs Münzen aus dem 14. bis zum 17. Jahrhundert. Außerdem hinterließen mutmaßliche Grabräuber eine Münze aus der Zeit Ludwig XVI.[4]

## Wirtschaft und Infrastruktur

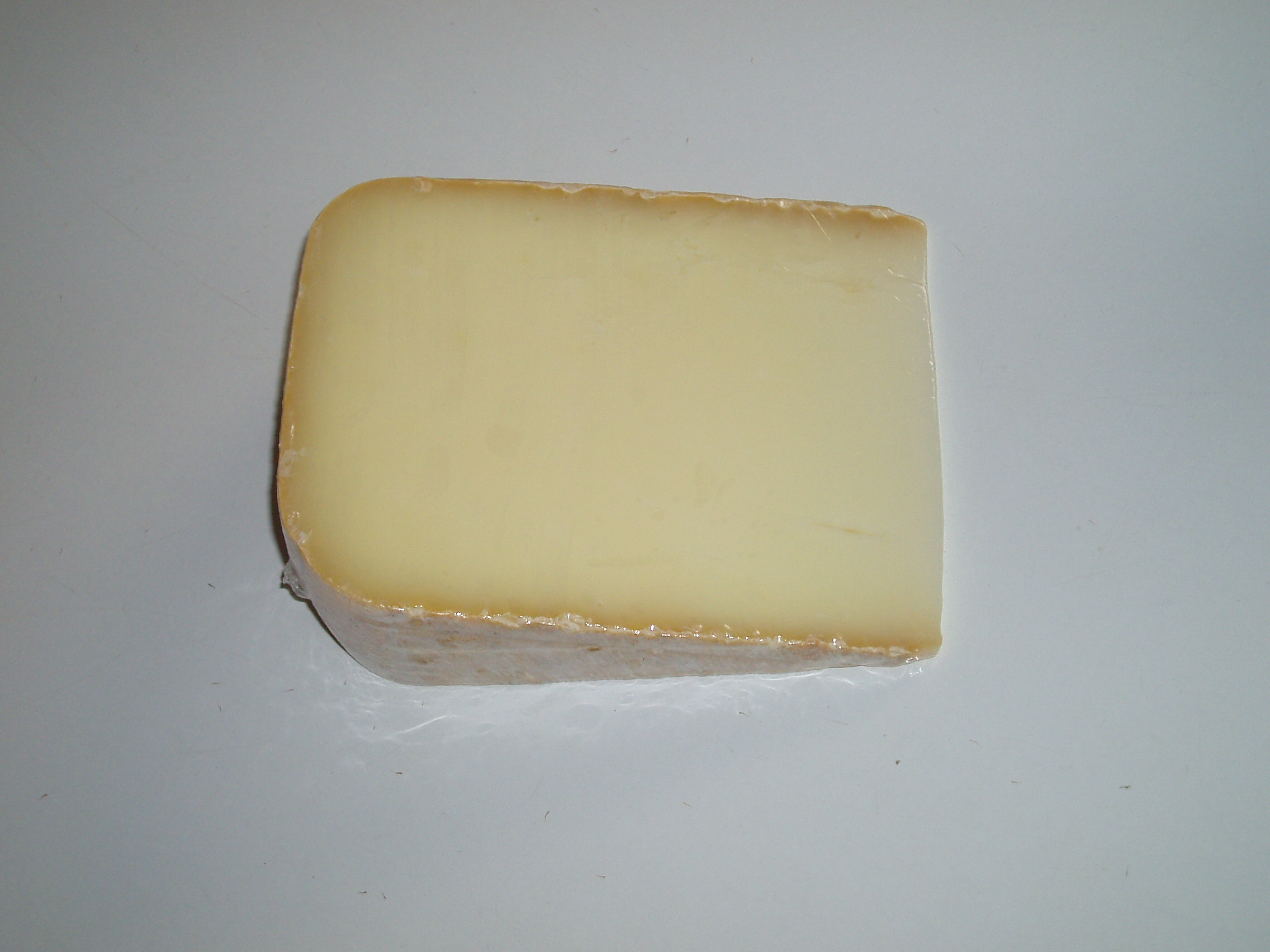
Ossau-Iraty

Précilhon liegt in der Zone AOC des Ossau-Iraty, eines traditionell hergestellten Schnittkäses aus Schafmilch.

### Bildung
Die Gemeinde verfügt über eine öffentliche Grundschule mit 25 Schülerinnen und Schülern im Schuljahr 2017/2018.

### Sport und Freizeit
Ein leichter Rundweg von 9,4 km Länge und einem Höhenunterschied von 270 m führt von Goès oder Précilhon durch den Wald von Précilhon und dort u. a. am Dolmen Darre la Peyre vorbei.

### Verkehr
Précilhon wird durchquert von der Nationalstraße 134 und den Routes départementales 24 und 116.
Die Linie 63 des TER Aquitaine, einer Regionalbahn der staatlichen SNCF, bedient die Strecke von Pau nach Bedous über Oloron-Sainte-Marie, den heute betriebenen Teil der Bahnstrecke Pau–Canfranc. Der Schienenweg durchquert das Gemeindegebiet, aber die Gemeinde hat keinen Haltepunkt.